# 船入町
船入町（ふないりちょう）は、愛知県半田市の地名。

## 地理
半田市中央部に位置する。東は東浜町、南は浜町、北は荒古町に接する。

## 歴史

### 沿革
- 1957年（昭和32年） - 半田市半田の一部により、同市船入町として成立[1]。

## 世帯数と人口
2019年（令和元年）7月31日現在の世帯数と人口は以下の通りである。
| 町丁   | 世帯数 | 人口  |
| ------ | ------ | ----- |
| 船入町 | 45世帯 | 103人 |

### 人口の変遷
国勢調査による人口の推移
| 1995年（平成7年）  | 145人 | [ 7 ]  |  |
| 2000年（平成12年） | 130人 | [ 8 ]  |  |
| 2005年（平成17年） | 87人  | [ 9 ]  |  |
| 2010年（平成22年） | 101人 | [ 10 ] |  |
| 2015年（平成27年） | 113人 | [ 11 ] |  |

## 学区
市立小・中学校に通う場合、学区は以下の通りとなる。
| 番・番地等 | 小学校             | 中学校             |
| ---------- | ------------------ | ------------------ |
| 全域       | 半田市立半田小学校 | 半田市立半田中学校 |

## その他

### 日本郵便
- 郵便番号 : 475-0821[4]（集配局：半田郵便局[13]）。